# Wacky Races - Autorennen Total (2017)
Wacky Races - Autorennen Total ist eine US-amerikanische Neuauflage der gleichnamigen Animationsserie aus dem Jahr 1968. Die Serie wurde von 2017 bis 2019 von Warner Bros. Animation und Hanna-Barbera produziert und umfasst 78 Folgen in zwei Staffeln. Die Fernsehserie wurde in den USA und in Deutschland auf Boomerang ausgestrahlt.

## Besetzung
| Rolle            | Originalsprecher  | Deutscher Sprecher |
| ---------------- | ----------------- | ------------------ |
| Fliegbert        | Peter Woodward    |                    |
| Meutrich         | Billy West        | (Originalstimme)   |
| Penelope Pitstop | Nicole Parker     | Marieke Oeffinger  |
| Peter Perfekt    | Diedrich Bader    | Dennis Schmidt-Foß |
| Tiny             | Tom Kenny         | Dirk Bublies       |
| Bella            | Billy West        | Fabian Kluckert    |
| I.Q. Ickly       | Jill Talley       | Sarah Alles        |
| Brick Crashman   | Christopher Judge | Felix Spieß        |

## Handlung
Die Handlung entspricht größtenteils der Handlung der Originalserie von 1968. Penelope Pitstop ist immer noch intelligent. Peter Perfekt möchte am besten aussehen. Wie auch in der alten Version, gibt es Fliegbert von Sichthofen (1968: Dick Dastardly) und seinen Gehilfen Meutrich (1968: Muttley), die ständig Fallen stellen und tricksen, um jedes Rennen gewinnen. Während sie in der alten Serie kein Rennen gewannen, gewinnen sie diesmal aus Versehen zwei Rennen. Einige alte Figuren treten nicht mehr auf, dafür gibt es neue Figuren, wie z. B. das schlaue Kind I.Q. Ickly, Penelopes Schwester Pandora und der hier sichtbar in Erscheinung tretende Kommentator Brick Crashmann.

## Staffeln
| Nr. | Episoden | Erstausstrahlung USA | Erstausstrahlung USA | Erstausstrahlung DE | Erstausstrahlung DE |
| Nr. | Episoden | Anfang               | Finale               | Anfang              | Finale              |
| --- | -------- | -------------------- | -------------------- | ------------------- | ------------------- |
| 1   | 40       | 22. August 2017      | 31. Mai 2018         | 21. November 2017   | 30. Juni 2018       |
| 2   | 25+      | 29. November 2018    |                      | 3. Dezember 2018    |                     |